# Romery (Marne)
Romery é uma comuna francesa na região administrativa do Grande Leste, no departamento de Marne. Estende-se por uma área de 2.07 km², e possui 160 habitantes, segundo o censo de 2018, com uma densidade de 77 hab/km².